# 高松潤一郎
高松 潤一郎（たかまつ じゅんいちろう、1941年 - ）は、日本の油彩画家。

## 来歴
北海道小樽出身。1960年に東京都立豊島高等学校を卒業し、1964年に立教大学理学部数学科を中退。 以後、油彩で幻想絵画を描き続けている。親が早くに死去したため、母親の弟である映画俳優の室田日出男と長く一緒に生活した。

## 主な展覧会
- 1963年 個展 兜屋画廊（銀座）
- 1968年 個展 青木画廊（銀座）
- 1971年 朝日新聞社主催・現代の幻想絵画展[2]
- 1976年 ポスト・コレクション展 東京セントラル美術館（銀座）
- 1977年 個展 青木画廊（銀座）[注釈 1]
- 1980年 個展 青木画廊（銀座）
- 1981年 幻想絵画展 旧西ドイツ私設美術館巡回
- 1981年 幻視の森展1 東京セントラル絵画館（銀座）
- 1982年 国際交流基金による幻視者たち展] 旧西ドイツ公立美術館　 高橋巌]による推薦文。
- 1982年 ミニアチュール展1 彩鳳堂画廊（銀座）
- 1982年 幻視の森展2 東京セントラル絵画館（銀座）
- 1983年 ミニアチュール展2 彩鳳堂画廊（銀座）
- 1984年 個展 青木画廊（銀座）[注釈 2][注釈 3]
- 夢座刊行記念展 中野紅画廊（東京・中野）
- 1987年  星夜・/施術者たち・詩と原画展 東京堂文化サロン（神田神保町）]
- 1989年 二人展 青木画廊（銀座）
- 1994年 人人展 東京都美術館（上野）
- 2007年 「澁澤龍彦・幻想美術館」展（埼玉県立近代美術館）[3]
- 2007年 「渋澤龍彦・幻想美術館」展（札幌芸術の森美術館）
- 2007年 「澁澤龍彦・幻想美術館」展（横須賀美術館）
- 2008年 「精筆の8人展」 青木画廊（銀座2011年 「死を思え」 折原一コレクション展 文藝春秋画廊（銀座）
- 2014年 「精筆の画家9人展」 青木画廊（銀座）
- 2014年 「天球會展」 ギャラリー歩歩琳堂（神戸）
- 2015年 「巻き貝の見た夢」 青木画廊（銀座）[4][注釈 4]
- 2015年 「精筆の画家10人展」 青木画廊（銀座）
- 2017年 「トンドの夢想家達展V・Ⅳ」 Galerie Or・Terre（京橋）
- 2017年 「一角獣の変身刊行記念展」 青木画廊（銀座）[5]
- 2017年 「Fantasic Art Exhibition」 ドラード・ギャラリー（早稲田）
- トンドの夢想家達展　2018年5月　ギャラリー・オルテ-ル

## 掲載雑誌
- 「芸術生活」 澁澤龍彦著 （密室の画家）1968年5月号
- 「三彩」 山岸信郎著 （展覧会評）1968年8月号[6]
- 「美術手帳」 高松潤一郎著 （個展の背景 地獄放浪者の告白 - 神秘への傾倒）1968年9月号[7]
- 「SD」 坂崎乙郎著 （展覧会評）1968年8月号[8]
- 「芸術新潮」 山崎省三著 （エロスと幻想の画廊）1968年8月号
- 「みづゑ」 桑原住雄著 （画廊から・展覧会評）1968年8月号[9]
- 「新婦人」 志賀口雄之介 （不安のおののき）1968年9月号]
- 「芸術生活」 田中修著 （ボーナスで買える絵画）1970年1月号
- 「みづゑ」 種村季弘著 （睡眠者の全知）1971年3月号
- 「芸術新潮」 澁澤龍彦著 （日本現代の幻想絵画展）1971年12月号
- 「桃源社」 澁澤龍彦著 （澁澤龍彦集成IV）1970年
- 「週刊ポスト」 瀬木慎一著 （注目の画家17人の裸体画） 1973年3月23日号
- 「ビッグ・コミック」 （ビッグ・フアンタジック・ギャラリー）1973年
- 「芸術新潮」 草野守著 （ある異色コレクターの死と開かれたオークション）1975年2月号
- 「月刊美術」 瀬木慎一著 （今日の精鋭111人） 1976年12月号
- 「ART・TOP」 ヨシダヨシエ著 （現実と幻想の入りくむ彼方）1977年8月号
- 「芸術生活」 松永吾一著 （絵と語る・花地獄）1977年11月号
- 「美術出版社」 近藤正治著 （幻想画の発想と表現） 1978年12月号
- 「The 骨董」 武笠幸雄著 （マイコレクション・出合い）1981年 第4集
- 「ユリイカ」 澁澤孝輔著 （施術者たちに題す）1983年12月臨時増刊号]
- 「週刊ポスト」 瀬木慎一著 （ポスト・コレクション） 1984年5月4日号
- 「版画芸術」 高松潤一郎著 （版画邑通信） 1984年11月号[10]
- 「夜想」 （幻想の扉） 1986年10月、19号
- 「緑書房」 由良君美著 （文化のモザイック）1989年9月15日
- 詩集　沈黙の音楽　相澤啓三　深夜叢書　1990年 この中のオニキス賛]に載っています。
- 「河出書房新社」 澁澤龍彦著 （天使たちの饗宴）2003年5月30日
- 「平凡社」 巌谷國士 （渋澤龍彦・幻想美術館）2007年4月12日
- 「風涛社」 一角獣の変身Ⅱ 編/青木画廊2017年5月31日
- Art Collectors 5月号　2018年5月25日　生活の友社

## 画集・版画集
- 「エロチック・アート」 福田和彦著 （日本芸術出版社）1983年
- 「幻想の裸婦」 福田和彦著 （河出書房新社）1986年
- 「夢座」 （中野紅画廊による版画集）1986年
- 「世紀末の黙示碌」 （毎日新聞社）1987年
- 「星夜・施術者たち」 澁澤孝輔著 （思潮社）1987年
- 「ドラード・ギャラリー」 画集2017年
- 一角獣の変身Ⅱ 風濤社　2017年

## カタログ
- 「東美青昭会」1969年 - 1977年（隔年で4冊）
- 「現代の幻想絵画展」 （朝日新聞社）1971年11月
- 「幻視者たち」（国際交流基金）1982年
- 「幻視の森展」（東京セントラル絵画館）1982年
- 「一角獣の変身」 （青木画郎）1986年
- The Art Works VOL,28 [Dorad Gallery] 2017年

## その他
- 「詩集ノア・ノヴァ」（自家版）1963年
- 「朝日新聞」（対照的な幻想表現）]1968年6月26日（夕刊）
- 「読売新聞」（シュールの幻想世界）]1968年6月28日（夕刊）
- 「読売新聞」（夕刊挿絵）1968年7月4日 - 25日
- 「毎日新聞」（幻視の森展）1982年2月23日（夕刊）
- 「八雲が殺した」（赤江瀑の挿画）1984年[11]
- 「毎日新聞」 （詩人と画家の対話です）1987年11月10日（夕刊）